# ژول لافورگ
ژول لافورگ (به فرانسوی: Jules Laforgue) نویسنده و شاعر قرن نوزدهم میلادی اهل فرانسه بود.